# Arne Amundsen
Arne Amundsen (Oslo, 7 de agosto de 1952 - Oslo, 6 de septiembre de 2014) fue un futbolista noruego que jugaba en la demarcación de portero.

## Biografía
En 1972, con 20 años, debutó como futbolista con el FC Lyn Oslo en primera división. Jugó durante cuatro temporadas, hasta que el Lillestrøm SK se fijó en él y acabó fichándole. Todos sus éxitos los consiguió con el club, un total de dos Tippeligaen y cuatro Copa de Noruega. Después de haber jugado 227 partidos en las once temporadas que disputó, se fue traspasado al Strømmen IF, club en el que colgó los guantes en 1989.
Falleció el 6 de septiembre de 2014 a los 62 años de edad.

## Clubes
| Club          | País    | Año         | Partidos | Goles |
| ------------- | ------- | ----------- | -------- | ----- |
| FC Lyn Oslo   | Noruega | 1972 - 1976 | 65       | 0     |
| Lillestrøm SK | Noruega | 1976 - 1987 | 227      | 0     |
| Strømmen IF   | Noruega | 1988 - 1989 | ¿?       | ¿?    |

## Palmarés

### Campeonatos nacionales
| Título          | Club          | País    | Año  |
| --------------- | ------------- | ------- | ---- |
| Tippeligaen     | Lillestrøm SK | Noruega | 1977 |
| Tippeligaen     | Lillestrøm SK | Noruega | 1986 |
| Copa de Noruega | Lillestrøm SK | Noruega | 1977 |
| Copa de Noruega | Lillestrøm SK | Noruega | 1978 |
| Copa de Noruega | Lillestrøm SK | Noruega | 1981 |
| Copa de Noruega | Lillestrøm SK | Noruega | 1985 |